# فيتامينات ما قبل الولادة

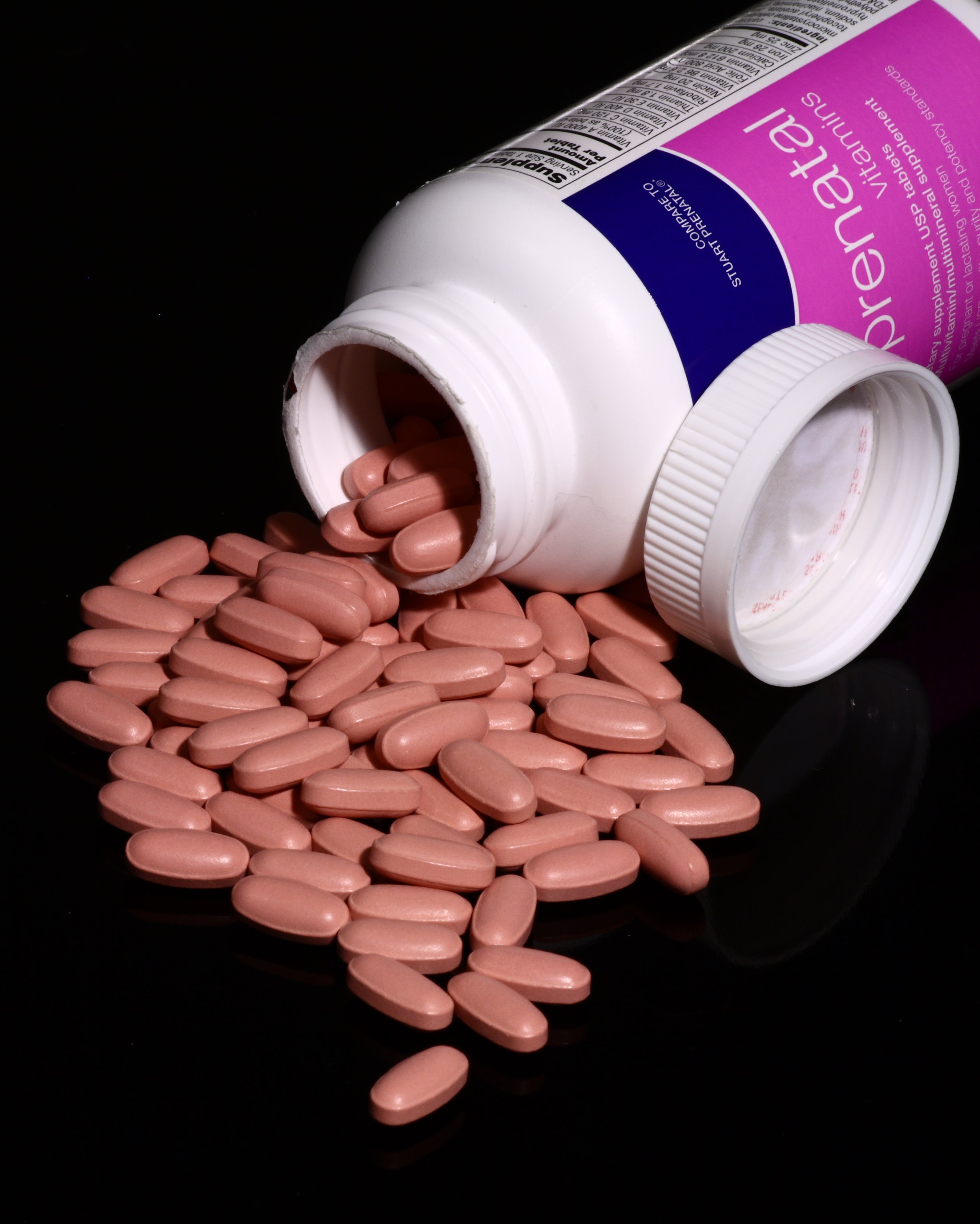
أحد انواع فيتامينات قبل الولادة

فيتامينات ما قبل الولادة، (بالإنجليزية: Prenatal vitamins) هي فيتامينات ومعادن مُكمِّلة يتم أخذها، قبل وأثناء فترة الحمل وبعد الولادة في أثناء مرحلة الإرضاع. على الرغم من أنها غير مُعدَّة لاستبدال الحمية الصحية، فإنها تزوِّد الامرأة في سن الإنجاب بالعناصر الغذائية المُعتمَدة كمساعدة لحمل صحي من قِبل منظمات الصحة المختلفة، من ضمنها “جمعية الحمية الامريكية” (American Dietetic Association). قد يكون من المناسب البدء بأخذ فيتامينات ما قبل الحمل عندما تدخل الأنثى في سن الإنجاب.[1] هذه الفيتامينات مشابهة للفيتامينات المتعددة الأخرى، ولكنها تحتوي على كميات مختلفة من عناصر غذائية محددة تناسب احتياجات المرأة المتوقع إنجابها.

## التخصيص
الفيتامينات والمعادن مثل حمض الفوليك، الكالسيوم، والحديد تكون بتراكيز عالية، بينما العناصر نشر بتاريخ الغذائية مثل فيتامين “أ” يُقلَّل تركيزها؛ وذلك لأن هذه العناصر الغذائية تلعب دورا مهما في نمو الجنين.
رفع جرعة حمض الفوليك أو الفولات (ملح حمض الفوليكFolate) تعكس وضع جمعية الحمية الأمريكية بأن المرأة يجب أن تستهلك “400 ميكروغرام يوميا من حمض الفوليك المُصنّع من الأطعمة المُدعَّمَة (الحبوب: قمح، شعير، أرز، ذرة)، المكملات الغذائية، أو الاثنين معا، بالإضافة إلى استهلاك الفولات من الطعام من حمية متنوعة.” أَخْذُ الكمية المناسبة من حمض الفوليك قبل الحمل، بإمكانها تقليل أو منع حدوث “عيب الأنبوب العصبي” (neural tube defects) بنسبة 70%. والتوصيات ببدء أخذ حمض الفوليك قبل الحمل مدعومة بتحليل ميتا (meta-analysis) لـ41 دراسة، ولكنّ تناوله بعد الحمل ذو فائدة أيضا[6]. كثيرا ما تكون فيتامينات ما قبل الحمل محتوية على جرعة مخففة من فيتامينات قد تضر بصحة الجنين إذا ما أُخِذَت بجرعات عالية (مثل فيتامين “أ”).
العديد من مصنعي فيتامينات ما قبل الحمل يقومون بتضمين الحمض الدهني “أوميغا 3” (حمض دوكوساهيكسينويك docosahexaenoic acid – DHA) في منتجاتهم، إما كعنصر في الوصفة (التركيبة)، أو كهلام لين تكميلي. على الرغم من الوضوح في العديد من التراكيب لدعم النمو العصبي، فإن أوميغا 3 يتم أخذه من قِبل الأم والجنين لانتاج طبقة الدهون الفسفورية الثنائية phospholipid bilayer)) التي تبني غشاء الخلية.

## التوافر
فيتامينات ما قبل الحمل متوفرة إما من دون وصفة طبية في محلات بيع التجزئة، أو بوصفة من قبل أخصائيين طبيين. على الرغم من أن الفيتامينات التي بالوصفة الطبية غالبا ما تكون مشمولة في التأمين، إلا أن الفعالية المتعلقة للمنتجات ذات الوصفة الطبية بشكل مجمل لا تختلف بشكل ملحوظ عن تلك المتوفرة من خلال محلات التجزئة. تكمن الفروقات بين الفيتامينات بوصفة طبية أو في محلات بيع التجزئة هو في التجانس ودرجة الجودة، والتوافر البيولوجي (bioavailability) المتعلق لبعض العناصر الخاصة. على سبيل المثال، العديد من فيتامينات ما قبل الحمل الموصوفة طبيا تكون محتوية على صيغة (هيئة) أكثر توافر بيولوجيا من الفولات 5-methyltetrahydrofolate (5-MTHF). الجرعات الأكثر من 1 ملغم من حمض الفوليك فقط تكون موصوفة طبيا. الكمية اللازمة من فيتامينات ما قبل الولادة غير الموصوفة طبيا للوصول إلى هذه الجرعة قد تكون محتوية على كميات عالية من فيتامين “أ” وهذا يودي إلى سمية الجنين.

## قدرة التحمل
العديد من النساء لديهن صعوبة في تحمل فيتامينات ما قبل الولادة أو مررن بالإمساك نتيجة لمحتوى الحديد العالي. بسبب تحديات التحمل، طورت صناعة فيتامينات ما قبل الولادة صياغات (هيئة) عديدة للجرعات؛ لتلائم الاحتياجات والتحمل للحامل. الهيئة الأكثر شيوعا من فيتامينات ما قبل الحمل هي “القرص المضغوط” حيث أنه متاح في جميع القنوات وفي مستويات جودة متعددة. قائدو الفئات يستخدمونه مثل هيئة الجرعة المختارة. منظمات أخرى في الفئة تقدم منتجات متنوعة الهيئة للجرعات مثل، السائلة، سهلة المضغ،[9] ممضوغ، أو هلامي الشكل.